# JaME
JaME (acrónimo de Japanese Music Entertainment), es una asociación especializada en la difusión de la música contemporánea japonesa tanto en América como en Europa cuya principal herramienta es su sitio web «JaME-World.com» donde se presentan artículos, críticas y otros contenidos de editorial como columnas, crónicas y entrevistas.

## Historia
En 1999 se lanza la revista Prototype para fanáticos del Visual kei, en paralelo se crea una versión francesa de la página de Internet Ongaku da! que se convierte en el complemento en línea de la revista. En 2002 la página se separa de la revista y se une con otra de la misma línea, Japan Music, para formar «JrockFrancia.com». Poco después se le unió un proyecto que incluía a colaboradores de Francia, Italia, Polonia y Alemania dando paso a la primera versión de «JmusicEuropa.com».
JaME, que es el acrónimo de Japanese Music Entertainment, comienza en 2004, y ese mismo año realiza colaboraciones para promocionar conciertos de bandas de rock japonesas en Francia y Alemania. Debido al inesperado éxito de las páginas, y el aumento de las entrevistas con artistas japoneses la página procede a expandirse y se convierte en JaME Europa.
En enero de 2005 se crea oficialmente la asociación Japanese Music Entertainment encargada de la página, y para el verano de ese mismo año se coorganizaban conciertos en Inglaterra, Suecia y Finlandia.
Tras peticiones de fanáticos latinoamericanos de Chile, México y Brasil se lanza la versión de JaME América en español y portugués, así como versiones en inglés y francés para Norteamérica.
Ya en 2006, se involucraban de forma oficial con los promotores latinoamericanos para organizar conciertos de música japonesa.
A principios de 2007 las páginas abandonan las direcciones «jmusiceuropa.com» y «jmusicamerica.com» para unificarlas en «jame-world.com».